# Rankenhohn
Rankenhohn ist ein Ortsteil der Gemeinde Eitorf im Rhein-Sieg-Kreis.

## Lage
Rankenhohn liegt oberhalb des Ottersbaches in der Nutscheid. In Rankenhohn gibt es einen Sportplatz.

## Geschichte
1645 wurde Rankenhohn als Rankenhoin erstmals erwähnt.

### Besitz
Der Hof Rankenhohn gehörte bis 1682 Berthold von Belven und Anna Katharina von Scheidt genannt Weschpfennig aus Rösrath. Nach kurzem Besitz durch das Kloster Rösrath wurde er 1697 für 350 Reichstaler zu dreiviertel Friedrich Heinrich Scherer und Anna Katharina von Scheidt genannt Weschpfennig gekauft und kam somit wieder in Familienbesitz. Heinrich Scherer war bis 1708 Eigentümer des benachbarten freien Rittergutes Wingenbach.

### Erste Einwohner
In den Kirchenbüchern ist Rankenhohn erstmals mit den Geburten von Barbara (1658), Pitter (1660), Catharina (1661), Balthasar (1664), Johannes (1664), Gertrud Catharina (1668) und mit Lücke Eva (1687) erwähnt. Eltern sind jeweils Johann zu Rankenhain und Trin, 1661 auch Johannmengen und Christina und 1668 Johannes Rankenhohn und Catharina. Als Menger wurde jemand bezeichnet, der mit Holz oder Vieh handelte. 1667 heiratete ein Matthias aus Rankenhohn eine Gertrud aus Ottersbach. 1675 heiratete ein Johann Olbertz aus Rankenhohn Margarethe von Weschpfennig vom Rittergut Wingenbach, Trauzeuge ist ersterwähnter Johann von Rankenhohn. In den Jahren 1690 bis 1714 sind zehn weitere Mitglieder der Familie Olbertz aus Rankenhohn erwähnt, meist als Heiratspartner. Entsprechende Geburtseinträge fehlen hier aber.

### Huldigungsliste von 1730
In diese Liste wurden aufgrund eines Herrscherwechsels alle angetretenen Haushaltsvorstände eingetragen, kranke oder abwesende Personen als entschuldigt.
1. Bernard Corradt (krank)
2. Christian Buquoi (eine mit den Herren von Scheidt genannt Weschpfennig befreundete österreichische Grafenfamilie)
3. Tritz (Patrizius) Schönenbruch
4. Hans Nolus (Johann Arnold) Müller (laut Kirchenbucheinträgen vermutlich Strunck)
5. Philipp (Schuhmacher)
6. Claß (Nicolaus) Löbach
7. Gerhard Olbertz
8. Peter Theis Sohn (Sohn des Matthias Olbertz)
9. Friedrich Olbertz

### Einwohnerentwicklung
| Jahr | Einwohner | Häuser | Quelle               |
| ---- | --------- | ------ | -------------------- |
| 1829 | 72        | ?      | Pfarramtszählung     |
| 1843 | 98        | 15     | Bürgermeisterzählung |
| 1876 | 113       | 23     | Steuerliste          |
| 1885 | 120       | 25     | [ 2 ]                |
| 1897 | 100       | 24     | Steuerliste          |

1925 waren in Rankenhohn 23 Haushalte in 20 Häusern verzeichnet.

## Begräbniswald
Zwischen Rankenhohn und Wilbertzhohn wurde 2008 der erste Begräbniswald des Rhein-Sieg-Kreises eingerichtet. Er hat 33.000 Quadratmeter Fläche und wird von der Privatfirma Oase der Stille Deutschland GmbH betrieben.